# Episodi di Cardfight!! Vanguard
Questa è una lista degli episodi di Cardfight!! Vanguard, anime realizzato da TMS Entertainment (fino a Cardfight!! Vanguard G Stride Gate), Oriental Light and Magic (da Cardfight!! Vanguard G: NEXT a Cardfight!! Vanguard Extra Story -IF-), Kinema Citrus (da Cardfight!! Vanguard overDress) e basato sull'omonimo gioco di carte collezionabili.
In Giappone la serie viene trasmessa dall'8 gennaio 2011 su TV Aichi e replicata su AT-X, TV Tokyo, TV Osaka e TV Setouchi. In Italia invece va in onda su K2 dal 9 maggio 2016 e viene pubblicata anche online via streaming sul canale ufficiale di YouTube dal 27 marzo 2017.

## Stagioni

Il logo giapponese della serie

| Nº    | Titolo                                          | Episodi      | Trasmissione | Trasmissione | Pubblicazione                      |
| Nº    | Titolo                                          | Episodi      | Giappone     | Italia       | Giappone                           |
| 1     | Cardfight!! Vanguard                            | 1-65         | 2011-2012    | 2016-2018    | 21 settembre 2011 17 ottobre 2012  |
| 2     | Cardfight!! Vanguard: Asia Circuit              | 66-104       | 2012-2013    | 2018         | 15 agosto 2012 15 maggio 2013      |
| 3     | Cardfight!! Vanguard: Link Joker                | 105-163      | 2013-2014    | -            | 19 giugno 2013 20 agosto 2014      |
| 4     | Cardfight!! Vanguard: Legion Mate               | 164-196      | 2014         | -            | 17 settembre 2014 15 aprile 2015   |
| 5     | Cardfight!! Vanguard G                          | 197-244      | 2014-2015    | -            | -                                  |
| 6     | Cardfight!! Vanguard G: GIRS Crisis             | 245-270      | 2015-2016    | -            | 25 maggio 2016                     |
| 7     | Cardfight!! Vanguard G: Stride Gate             | 271-294      | 2016         | -            | 21 dicembre 2016                   |
| 8     | Cardfight!! Vanguard G: NEXT                    | 295-346      | 2016-2017    | -            | 23 maggio 2018 27 giugno 2018      |
| 9     | Cardfight!! Vanguard G: Z                       | 347-370      | 2017-2018    | -            | 25 luglio 2018                     |
| 10    | Cardfight!! Vanguard                            | 371-422      | 2018-2019    | -            | -                                  |
| 11    | Cardfight!! Vanguard: High School Arc Cont.     | 423-436      | 2019         | -            | -                                  |
| 12    | Cardfight!! Vanguard: Shinemon-hen              | 437-467      | 2019-2020    | -            | -                                  |
| 13    | Cardfight!! Vanguard Extra Story -IF-           | 468-492      | 2020         | -            | -                                  |
| 14    | Cardfight!! Vanguard overDress                  | 493-518      | 2021         | -            | -                                  |
| 15    | Cardfight!! Vanguard will+Dress                 | 519-531      | 2022         | -            | -                                  |
| 16    | Cardfight!! Vanguard will+Dress Season 2        | 532-543      | 2023         | -            | -                                  |
| 17    | Cardfight!! Vanguard will+Dress Season 3        | 544-556      | 2023         | -            | -                                  |
| 18    | Cardfight!! Vanguard Divinez                    | 557-569      | 2024         | -            | -                                  |
| 19    | Cardfight!! Vanguard Divinez Season 2           | 570-582      | 2024         | -            | -                                  |
| 20    | Cardfight!! Vanguard Divinez: Deluxe Arc        | 583-595      | 2025         | -            | -                                  |
| 21    | Cardfight!! Vanguard Divinez: Deluxe Finals Arc | 596-in corso | 2025         | -            | -                                  |
| Extra | Mini Vanguard                                   | 1-37         | 2013         | -            | 13 settembre 2013 28 febbraio 2014 |
| Extra | Mini Vanguard 2nd Season                        | 1-26         | 2015-2016    | -            | -                                  |